# Astomum lorentzii
Astomum lorentzii är en bladmossart som beskrevs av Brotherus 1901. Astomum lorentzii ingår i släktet Astomum och familjen Pottiaceae. Inga underarter finns listade i Catalogue of Life.